# کومبیتارا
کومبیتارا (انگلیسی: Cumbitara) نام شهری در کشور کلمبیا است.